# Romani ite domum

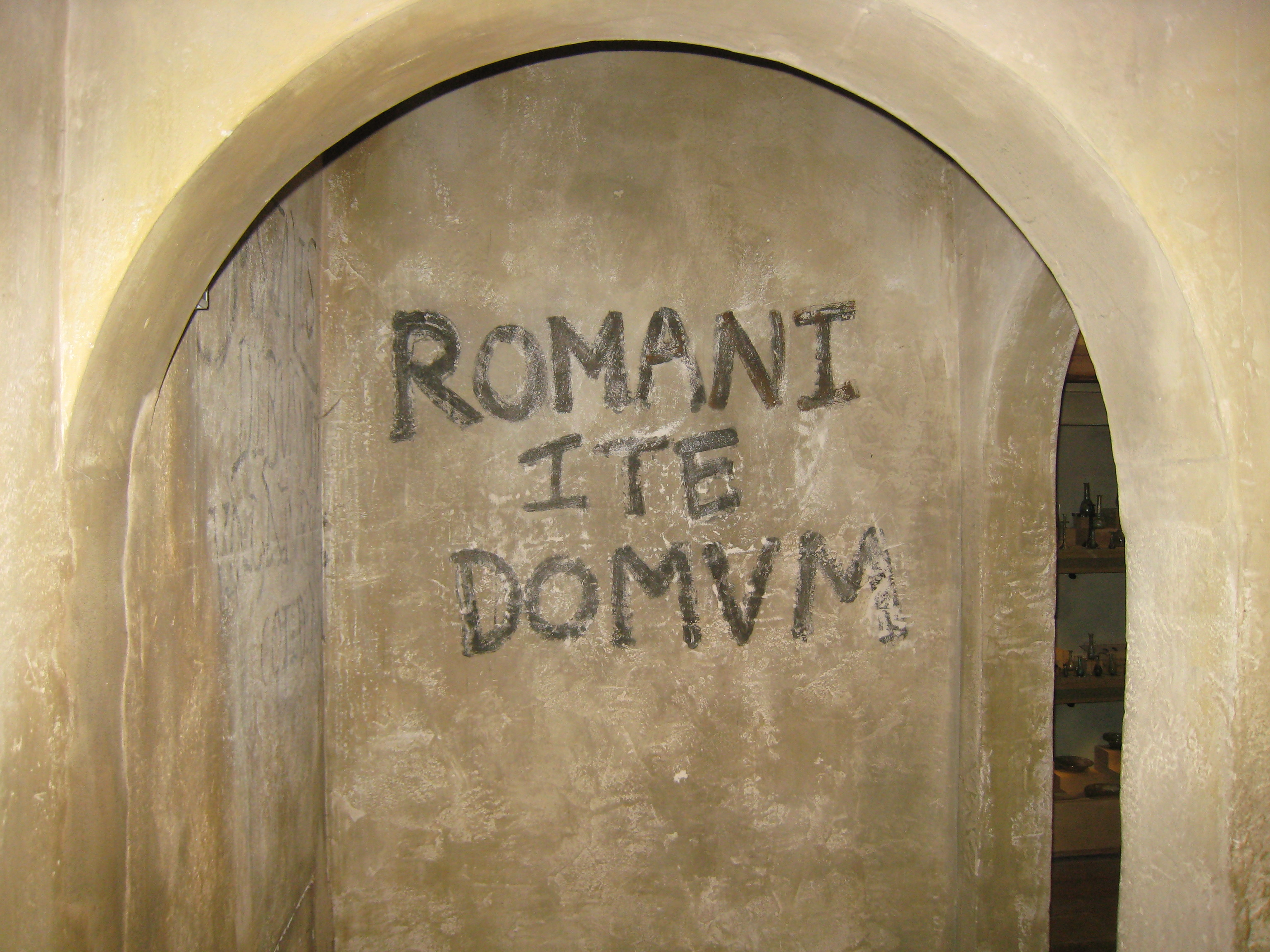
Romani ite domum felirat egy britanniai római település rekonstruált lakóházán Kingston upon Hull városában, a Hull and East Riding Museum-ban

Romani ite domum latin kifejezés, jelentése „Rómaiak menjetek haza”. Nyelvtanilag hibás változata, Romanes eunt domus a Brian élete című Monty Python-film egyik komikus jelenetében szerepel és innen vált közismertté.

## Brian élete

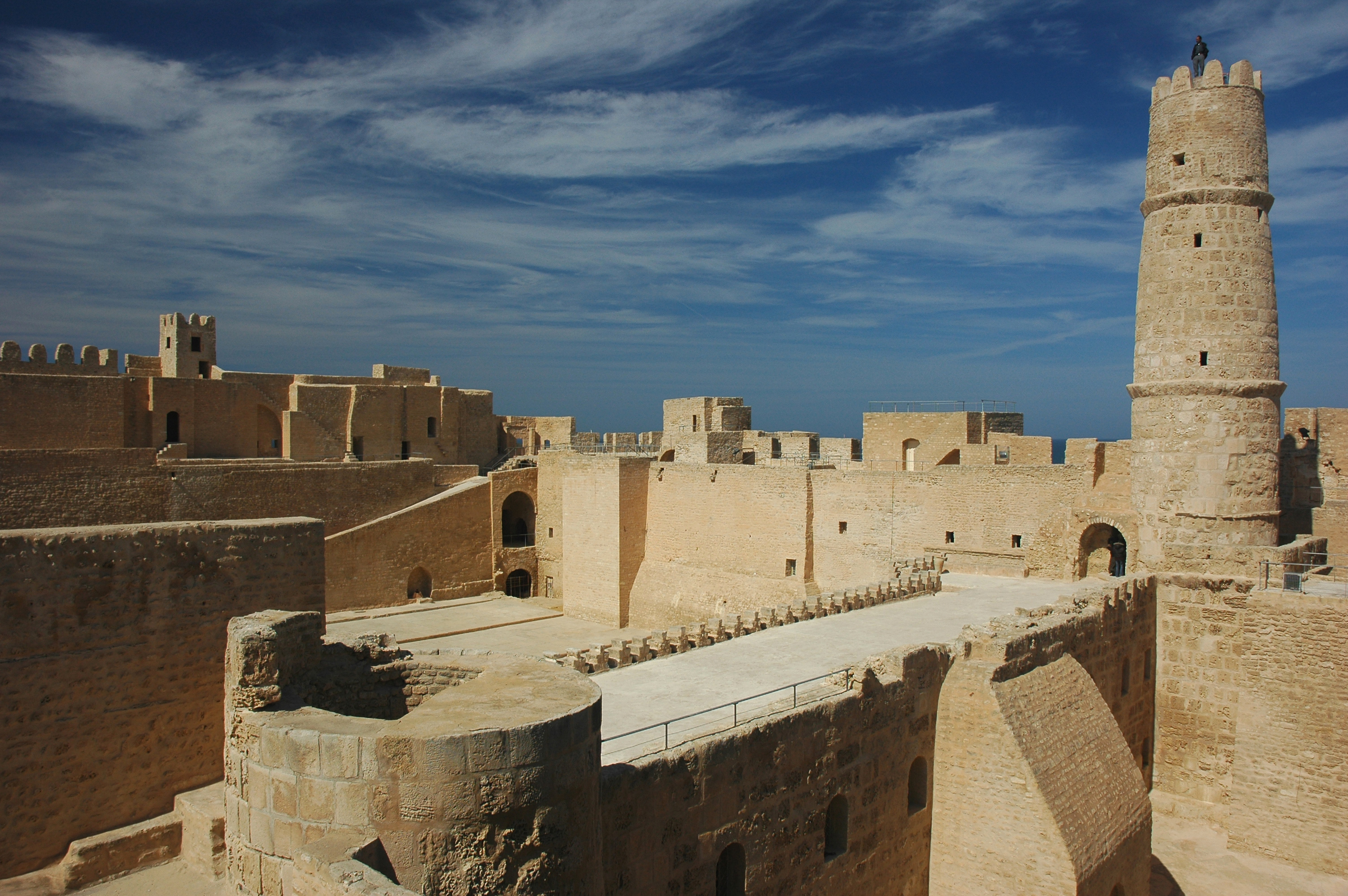
Ribāt (határerődítmény) a tunéziai Monasztirban, a „Brian élete” külső felvételeinek helyszíne

A film egyik jelenetében Briannek (Graham Chapman), a „Júdeai Népi Felszabadítási Front” nevű forradalmi szervezet reménybeli tagjának azzal kell bizonyítania tagságra érdemes voltát, hogy az éj leple alatt Pontius Pilatus római helytartó jeruzsálemi palotájának falára mázolja a lázító „Rómaiak menjetek haza” felszólítást, – utalás a modern kori Amerika-ellenes „Ami go home” jelszóra – latin nyelven, hogy a rómaiak értsenek a szóból. Brian a „Romanes eunt domus” mondatot festi fel, éppen végez, amikor rajtakapja egy római centurio (John Cleese).
Látva a nyelvtani hibáktól hemzsegő latin mondatot, amely ebben a formában ezt jelenti „A Romanes nevűek a házba mennek”, a centurio – Brian azonnali felkoncolása helyett – pedagógiai leckét ad ragozásból: Briannel, mint egy kisdiákkal, sorra kijavíttatja a latin nyelvtani hibákat. A megfelelő felszólító mód (imperativus) és tárgyeset (accusativus) használatával büntetésből napkeltéig 100-szor fel kell írnia a falra a helyes „Romani ite domum” mondatot, ellenkező esetben a centurio „töklevágást” helyez kilátásba, majd távozik. Brian telefesti a falakat a felszólítással, emiatt egy másik, a „pedagógiai előzményekről” mit sem tudó őrjárat üldözőbe veszi.

## A latin főnévragozás nehézségei
A latin „domus” (ház) főnév nyelvtani esetei a filmbéli párbeszéd magyar nyelvű változatának részletében:
Centurio: 'Domus'? Alanyeset? 'Menjetek haza', ez előre mutató ugyebár?

Brian: Részes eset, Uram?

Centurio: (kihúzza a kardját, Brian torkára teszi)
 
Brian: Jaj, nem, nem részes eset, tárgyeset, iszonyúan tárgyeset, 'domum', Uram, 'ad domum'!

Centurio: Igen? 'Ad domum' milyen esetben van?

Brian: Helyhatározó, Uram!

Centurio: Vagyis?!

Brian: 'Domum'.

## Kapcsolódó információk
- Graffiti vandal strikes in Gloucester. BBC News, 2003. június 11. (Hozzáférés: 2020. szeptember 22.)